# Rue du Souvenir
La rue du Souvenir est une rue du quartier de Vaise dans le 9e arrondissement de Lyon, en France. D'orientation est-ouest, elle prolonge la rue du Bourbonnais et rejoint la rue Marietton.
Le site archéologique trouvé en 1992 au no 65 de la rue du Souvenir date du IIe siècle av. J.-C. et a mis fin à la vision archéologique d'une ville créée ex nihilo à partir d'une colonie romaine.

## Situation
La rue du Souvenir commence au croisement de la rue de l'Oiselière, dans le prolongement de la rue du Bourbonnais, à l'endroit où celle-ci fait un coude brusque vers le sud (juste après avoir passé la rue de l'Oiselière),
.
Elle suit la même direction plus ou moins est / ouest que la rue Marietton, qu'elle suit en parallèle à une distance variant d'environ 100 à 150 m au sud de cette dernière. 
Elle se termine en rejoignant la rue Marietton, entre le garage Renault et le garage Bouteille, après que celle-ci ait fait un coude vers le sud,
.
Son côté sud ne reçoit aucun débouché de rue, mais trois rues partent vers le nord et rejoignent la rue Marietton, la rue Tissot, la rue du 24-Mars-1852, après quoi on passe sous le pont de chemin de fer par un petit tunnel et enfin, ensuite la rue du Cèdre.

## Origine du nom
Il commémore le souvenir des disparus enterrés dans le cimetière qui se trouvait côté sud, avant la voie de chemin de fer.
Au XIXe siècle, la voie s'appelait chemin du Cimetière.

## Histoire
Le site au no 65 de la rue du Souvenir est sur le côté sud, environ 50 m avant la fin de la rue sur la rue Marietton. Mis au jour en 1992, il date du IIe siècle av. J.-C. Sa découverte a signé la fin de la vision archéologique qui faisait de Lyon une création ex nihilo.
Plusieurs sites des alentours proches entrent également en jeu dans ce débat. Le mieux connu est le « site de l’îlot Cordier » aux nos 61-77, rue Marietton (environ 330 m à l’est de l’enclos du Souvenir) ; il a livré plus de 8 700 tessons d’amphores italiques, associées à 3 000 tessons de céramique indigène, ainsi que des ossements d'animaux et des tuiles. Les vestiges de ce fossé semblaient participer de la même trame d’implantation que celle du fossé méridional de l’enclos du Souvenir, sans pouvoir y déceler sa fonction. 

Dans la rue du Bourbonnais, le no 41-43 à environ 370 m au sud-est du site du Souvenir, est lié au site de la villa Montel, un autre site souvent mentionné dans les travaux archéologiques sur Lyon et daté par sa stratigraphie de la période « gallo-romaine précoce » ou de la « fin de La Tène finale » ; le site de « la ZAC des Blanchisseries », au no 25 (plus de 570 m à l’est de la branche orientale de l’enclos du Souvenir), a livré principalement des vestiges d'amphores italiques (180 tessons). Le no 81-81bis rue Marietton. 

Il y a eu là un gros établissement, vraisemblablement la résidence d'aristocrates gaulois. La cour extérieure trapézoïdale a une longueur d’est en ouest de 580 m de longueur, pour une largeur de 210 m à l’ouest et 290 m à l’est. Les fouilles lacunaires esquissent une structure dont la configuration rappelle les très nombreux exemples d’habitats ruraux à cours multiples connus dans la moitié nord de la Gaule.

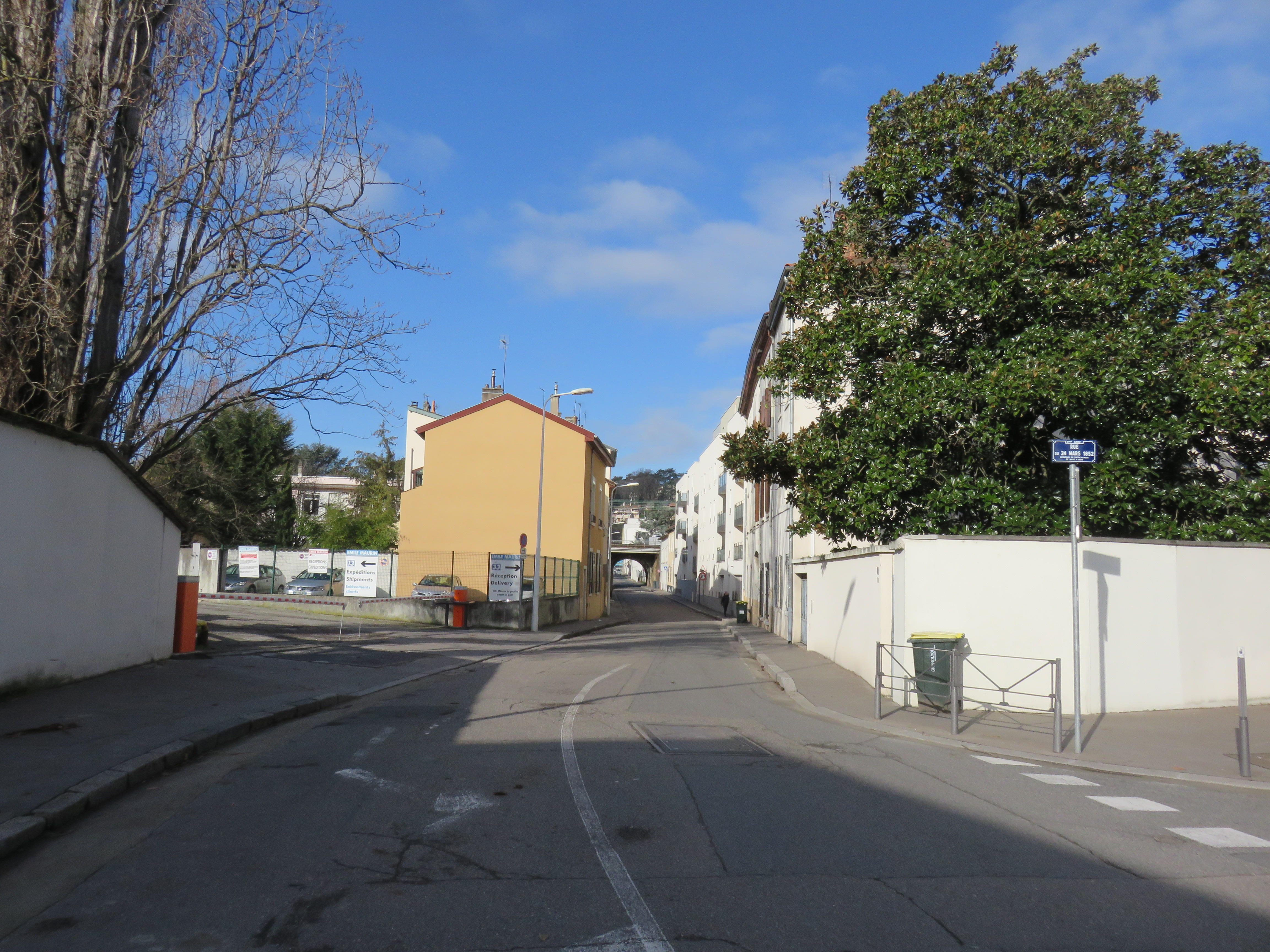
Vue vers l'ouest.
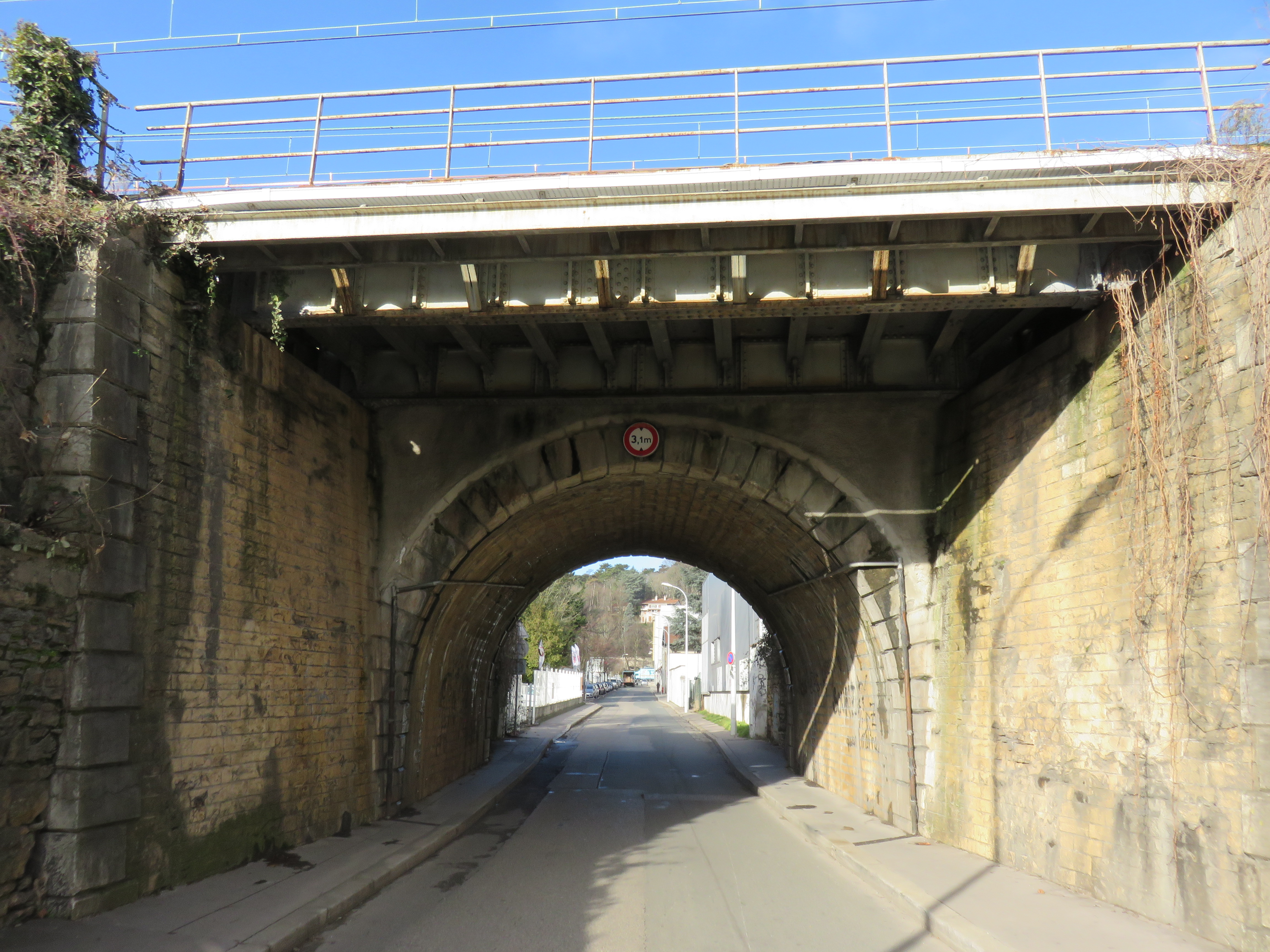
Tunnel sous les voies ferrées (vue vers l'ouest).
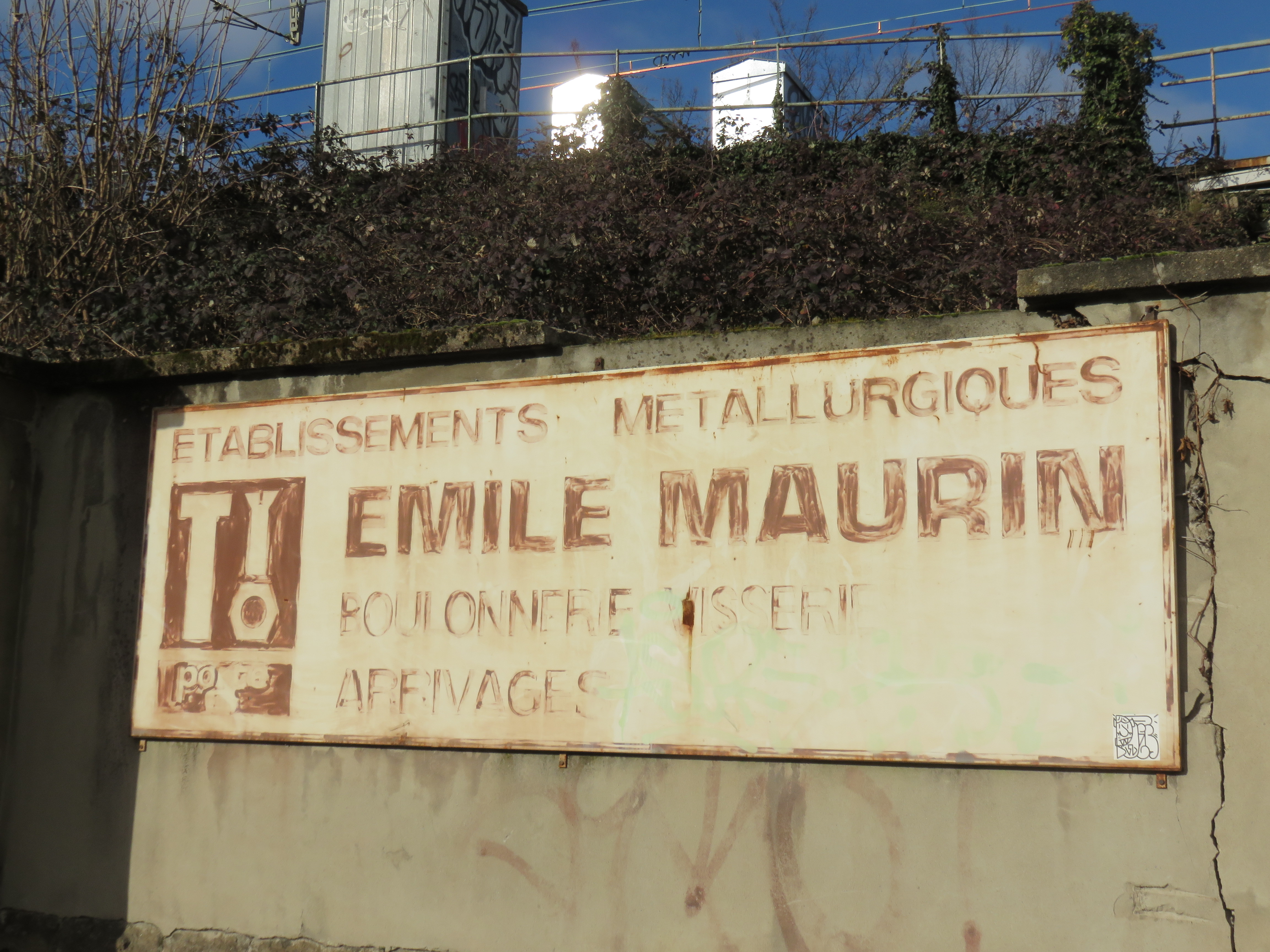
Ancien panneau des Ets Émile Maurin.

### Plans, cartes et autres moyens de localisation
1. 1 2  « Rue du Souvenir, rue du Bourbonnais, rue de l'Oiselière ; carte interactive » sur Géoportail. Vous pouvez bouger la carte (cliquer et maintenir, bouger), zoomer (molette de souris ou échelle de l'écran), moduler la transparence, désactiver ou supprimer les couches (= cartes) avec leurs échelles d'intensité dans l'onglet de "sélection de couches" en haut à droite, et en ajouter depuis l'onglet "Cartes" en haut à gauche. Les distances et surfaces se mesurent avec les outils dans l'onglet "Accéder aux outils cartographiques" (petite clé à molette) sous l'onglet "sélection de couches".
2. ↑  « Vue en caméra de rue de la jonction entre la rue du Souvenir vers la gauche, la rue du Burbonnais qui se termine à droite, et la rue de l'Oiselière qui se termine à leur rencontre », sur google.fr/maps.
On peut faire glisser la vue vers la gauche ou la droite (placer le curseur sur le côté droit ou gauche de la vue, cliquer sur le bouton gauche de la souris, maintenir le bouton appuyé et faire glisser la vue vers la gauche ou la droite) ; faire avancer la caméra en cliquant sur la route ; et repositionner la caméra ailleurs en plaçant la souris dans la carte en encart en bas à gauche de la fenêtre, puis en cliquant sur un des traits bleus qui apparaissent.
3. 1 2  « Rue du Souvenir et rue Marietton ; carte interactive » sur Géoportail.
4. ↑  « Vue vers l'est en caméra de rue sur la partie finale de la rue du Souvenir, depuis la rue Marietton », sur google.fr/maps.